# Phare de Rotvær
Le phare de Rotvær (en norvégien : Rotvær fyr) est un feu côtier situé dans la commune de Lødingen, dans le Comté de Nordland (Norvège).

## Histoire
Le phare se trouve à l'extrémité est de l'île de Fugløya, un récif dangereux à l'entrée de l'Ofotfjord, à environ 6 kilomètres au sud du village de Lødingen.
Le premier phare a été mis en service en 1914. C'était une maison-phare qui a été démoli à la mise en service du phare automatique actuel en 1985.

## Description
Le phare actuel  est une tour cylindrique en fibre de verre de 13 mètres de haut, avec une galerie et une lanterne. La tour est blanche avec des bandes noires et la lanterne est rouge. Son feu à occultations Il émet, à une hauteur focale de 41 mètres, un éclat blanc, rouge et vert selon différents secteurs toutes les 6 secondes. Sa portée nominale est de 13 milles nautiques (environ 24 km) pour le feu blanc.
Identifiant : ARLHS : NOR-189 ; NF-7345 - Amirauté : L2785 - NGA : 11292 .

### Lien connexe
- Liste des phares de Norvège